# 山下三郎 (実業家)
山下 三郎（やました さぶろう、1908年4月25日 - 1999年7月13日）は、商船三井の前身のひとつである山下新日本汽船の社長などを歴任した、日本の実業家。青年期には、短編小説などでも注目された。

## 文学青年
神奈川県横浜市に、「泥亀」、「船成金」などと称された山下汽船の創業者・山下亀三郎の次男として生まれる。
慶應義塾大学に学び、在学中には川端康成、室生犀星らと交わり、同人誌に短編小説発表するなどして、文学者としての将来を期待されたが、1931年に法学部を卒業すると、父の命に従い山下汽船に入った。北原武夫らと文芸誌『新三田派』を創刊したが、直後に渡仏した。山下の文筆活動は、卒業後もしばらく続き、1938年には短編集『室内』が出版された。
山下と文学者たちとの交わりも続き、1938年10月から翌年3月にかけては、軽井沢を引き払って来た堀辰雄が、鎌倉に定住するまでの時期を、山下の逗子の別荘を借りて過ごしていた。

### 青年期の文章
- 美しき距離（小説）、三田文学（第2期）5巻11号、1930年[7]
- 主に廊下と時計、三田文学（第2期）5巻12号、1930年[8]
- 湘南と靑年（小説）、三田文学（第2期）6巻4号、1931年[9]
- 丸岡明への手紙、文学（厚生閣書店）4巻 通巻18号、1932年[10]
- 苦しめつこ、文学（厚生閣書店）5巻 通巻19号、1933年[11]
- 彼達、四季（第1期）第1冊、1933年[12]
- 短編集『室内』（「喀血まで」など9篇）、沙羅書店、1938年[5]

## 実業家としての経歴
1938年、それまでの山下合名会社が株式会社に改組された際、山下三郎は、父・亀三郎社長、兄・太郎副社長の下で取締役となった。
1947年、三郎は公職追放となり、山下汽船常務取締役の辞任を余儀なくされ、同年中に2人の弟である山下波郎、山下豊郎とともに、株式会社柏商店（現・カシワテック、テクノカシワ）を設立した。カシワテックは三郎の長男・英郎の長男である山下義郎が社長を務めている。分社であるテクノカシワの代表は山下興郎。
1950年、公職追放令が解除されると1951年に山下汽船傘下の太平汽船社長となり、1954年に山下汽船常務取締役、1958年に専務取締役となって、1960年に山下汽船社長、1964年の新日本汽船との合併後は山下新日本汽船社長となった。
1973年には、山下新日本汽船会長となり、同年から1975年にかけては、日本船主協会会長も務め、折からの第一次石油危機の事態に対処した。
1976年には山下新日本汽船会長を降り、相談役に退いた。
1968年には藍綬褒章、1978年には勲二等旭日重光章を、それぞれ受章している。

## 人物
山下三郎の人柄は「軽妙洒脱」と評されている。姿形もよく、女性にもてたという。

## 家族・親族
三郎の兄・山下太郎の妻は東京川崎財閥の番頭だった河合鉄二の娘（元小松製作所会長・河合良成の姪）で、弟・山下波郎の妻はヤマサ醤油元会長濱口梧洞の娘、11代目濱口儀兵衛の妹である（儀兵衛の長男濱口道雄はヤマサ醤油会長）、波郎の長男で甥にあたる山下米郎の妻は東芝ケミカル会長を務めた三浦勇三の娘（元東芝会長・石坂泰三の孫）なので、山下家は岩崎弥太郎、渋沢栄一、石坂泰三といった明治・大正・昭和期の財界リーダーと縁戚関係にある。。波郎の義兄である11代目濱口儀兵衛の長女がブリヂストン創業者一族の石橋毅樹（石橋正二郎の甥で、鳩山由紀夫・鳩山邦夫兄弟の母安子の従兄弟）に嫁いでいるため、山下家は濱口家や石橋家、マルハニチロ創業家の中部家、東邦生命保険の太田家の係累になっている。
長女・哲は日本フクラ社長の交野政明に嫁いだが、政明の母方祖父は松坂屋元会長の15代目伊藤次郎左衛門である。三郎の娘婿・交野政明の姉は元宮内大臣牧野伸顕の孫・牧野伸和に嫁いだが、伸顕の長女雪子が吉田茂の妻であるため、山下家は交野家・牧野家・吉田家・麻生家を通して天皇家の縁戚となっている。三女・典は元富士フイルム会長の小林節太郎の三男・小林俊三郎に嫁いだが、俊三郎の兄で元富士ゼロックス会長小林陽太郎の妻の姉が甥である山下洋二郎に嫁いでおり、二重閨閥にある。また俊三郎の次兄である小林奎二郎の妻が元外務大臣重光葵の長女であるため、重光家は山下家・小林家・交野家・牧野家を通して吉田茂と縁戚関係にあるほか、吉田の娘婿である麻生太賀吉の三女・信子は三笠宮崇仁親王の長男三笠宮寬仁親王に嫁いでいる。
長男・英郎の妻はあいおいニッセイ同和損害保険の前身である同和火災海上の会長を務めた岡崎真一の長女で、真一の長男岡崎真雄は同社会長を務めた。真一の義弟は元太陽神戸銀行相談役（神戸銀行元会長）の岡崎忠である。岡崎真雄の妻は元外務大臣小坂善太郎の長女で、小坂徳三郎の姪にあたる。また小坂兄弟の姉は元東京都知事の美濃部亮吉に嫁いでおり、山下家は岡崎家・小坂家・美濃部家と縁戚関係にあるほか、美濃部の母方の実家である菊池家を通して鳩山一郎らの鳩山一族（一郎の弟鳩山秀夫は菊池大麓の娘婿で、亮吉の父美濃部達吉と義兄弟）の係累となっている。
兄・太郎の娘たちは松本楼・小松ストアー創業者である小坂梅吉の三男である小坂俊雄、元黒崎製紙社長の黒崎義平の長男である黒崎素行、明治の元勲松方正義の孫である松方峰雄にそれぞれ嫁いだ。甥である山下真一郎の妻は武田薬品工業創業者一族の武田春雄の娘で、元会長武田國男の再従兄弟（國男の祖父5代目武田長兵衛と真一郎の妻の祖父武田二郎が兄弟）にあたる。4代目武田長兵衛の娘は6代目小西新兵衛に嫁いだが、その長男は1974年から6代目長兵衛のあとを継いで社長に就任した7代目小西新兵衛で、その長男小西孝之助（國男の再従兄弟）の妻は清水建設元副会長坂野常隆の長女（同社元社長清水康雄の孫で、清水地所社長清水満昭の姪）であるため、山下家は武田家・小西家・坂野家を通して清水家の縁戚となっている。また坂野常隆の母方従兄弟である宮原弘光（宮原旭男爵の長男）の妻が石橋幹一郎の長女、すなわち鳩山兄弟の従兄弟なので、山下家は鳩山家と三重閨閥の関係にある。